# Balatonszabadi
Balatonszabadi (hongrois : Balatonszabadi [ˈbɒlɒtonˌsɒbɒdi]) est une localité hongroise située dans le comitat de Somogy, au bord du lac Balaton.

## Nom et attributs

### Toponymie
Le nom de Fokszabadi, l'un des deux villages historiques à l'origine de Balatonszabadi, se compose de deux éléments. Fok, d'origine finno-ougrienne, peut désigner à la fois une sortie d'eau ou un promontoire en forme de coin, ce qui correspond bien à la configuration locale, notamment à l'ancien niveau plus élevé du lac Balaton et à la position stratégique de l'ancien site de Pusztatorony. Le terme szabadi renvoie quant à lui au statut d'anciens paysans nobles, exempts d'impôts mais astreints au service armé.
Siómaros, autre village à l'origine de la commune actuelle, tire vraisemblablement son nom du mot slave Marus, suggérant une origine slavo-avar. Selon l'hypothèse la plus probable, le village aurait été fondé à l'époque de la conquête hongroise par des ancêtres de langue slave intégrés à la tribu du chef Bulcsú.

### Héraldique
Le blason symbolise l'union en 1950 des deux localités historiques, Balatonszabadi et Siómaros. Les couleurs principales évoquent les éléments naturels et historiques marquants : le bleu pour les eaux du Balaton et du Sió, le rouge pour les racines anciennes de l'habitat, remontant à l'époque de la conquête hongroise, et le vert pour la mémoire du village médiéval détruit par les Ottomans à l'emplacement de Pusztatorony.
La croix double représente la foi chrétienne, tandis que les grappes de raisin font référence à la tradition viticole locale. Enfin, la couronne dorée rend hommage aux anciens paysans nobles qui habitaient la région.

## Site et localisation

### Topographie et hydrographie
La commune se trouve à la limite des plateaux du Mezőföld occidental et des collines de Külső-Somogy, sur la rive gauche du canal de Sió, dans une ancienne zone inondable.

## Histoire
Le territoire de Balatonszabadi est habité depuis l'Antiquité. Des fouilles ont révélé des vestiges celtes puis romains (bâtiments, voies pavées, objets), témoignant d'une activité agricole structurée à l'époque impériale. Après le déclin de Rome, la région devient la cible d'invasions successives.
À l'époque de la conquête hongroise, des tribus magyares s'installent au sud du Balaton. Le village, probablement fondé au XIIIe siècle près du site de Pusztatorony, est mentionné pour la première fois en 1299 dans un acte de vente de vignoble. Il est ensuite cité dans plusieurs registres fiscaux, versant ses impôts au chapitre de Székesfehérvár.
Une église en pierre est construite sur la colline de Pusztatorony. Des fouilles entamées en 1982 y ont mis au jour un édifice exceptionnel mêlant styles roman et gothique, ainsi que de riches objets artisanaux datés des XVe–XVIe siècles. Ces découvertes suggèrent une communauté prospère et cultivée.
Sa situation entre deux axes commerciaux (Fehérvár–Somogyvár et la voie romaine Győr–Pécs) favorise son essor jusqu'aux invasions ottomanes. En 1544, la localité se trouve à la frontière entre deux empires rivaux. Elle est fréquemment détruite, dépeuplée, puis lentement repeuplée à partir du XVIIe siècle, notamment par une communauté réformée qui érige un oratoire, puis une église de pierre.

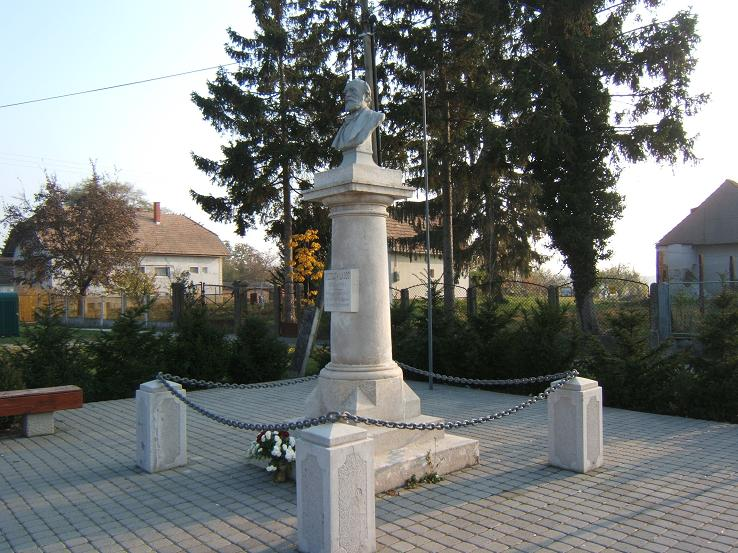
Le monument à Lajos Kossuth, le premier du genre en Hongrie.

Au XIXe siècle, les idées de 1848 y rencontrent un fort écho. En 1894, les habitants de Maros financent une statue en l'honneur de Lajos Kossuth, considérée comme le premier monument public dédié à sa mémoire.

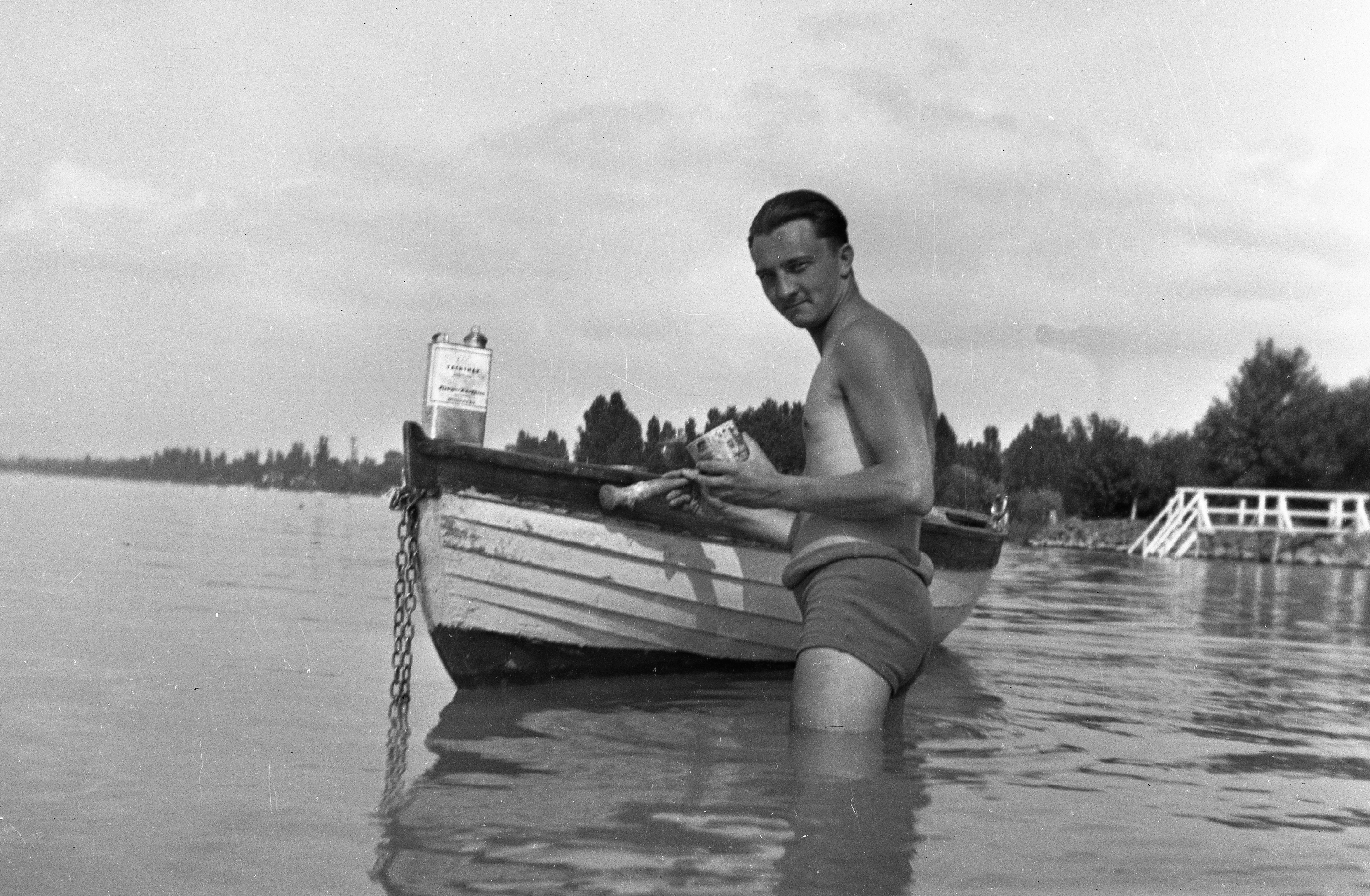
Homme repeignant sa barque à Balatonszabadi, 1930.

Le développement se poursuit au début du XXe siècle, notamment sur la bande littorale du Balaton. Durant la Seconde Guerre mondiale, la commune devient un enjeu stratégique et subit d'importants combats. Après 1945, la collectivisation aboutit à la création d'une coopérative agricole puissante (November 7 Mgtsz).

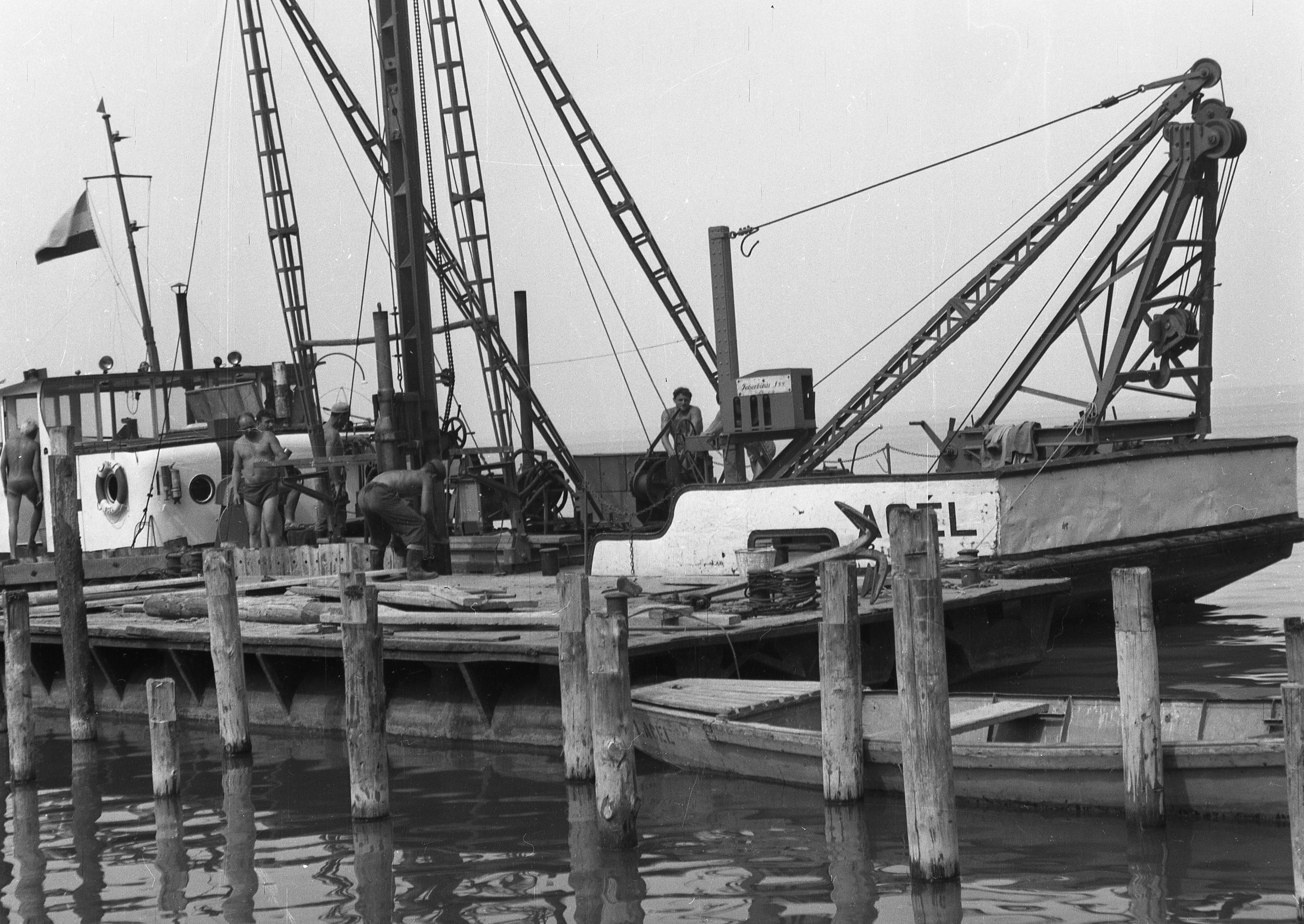
Bateau de battage en 1960 à Balatonszabadi.

La commune actuelle naît en 1950 de la fusion de Fokszabadi et Siómaros, et passe du comitat de Veszprém à celui de Somogy. Après 1990, la municipalité est dirigée par des représentants indépendants.
Aujourd'hui, Balatonszabadi est la plus grande commune non urbaine de Somogy, avec plus de 3 000 habitants. L'agriculture et la viticulture restent présentes, mais de nombreux habitants travaillent à Siófok dans l'industrie, les services ou le tourisme. L'équipement public est complet (écoles, centre médical, culture), et la commune se distingue par la richesse de son patrimoine architectural et associatif.

## Population

### Minorités culturelles et religieuses
Lors du recensement de 2011, 87,1 % des habitants de Balatonszabadi se déclaraient hongrois, 1,5 % d'origine allemande et 1,4 % d'origine rom, tandis que 12,3 % n'ont pas souhaité répondre. En raison des identités multiples autorisées, la somme peut dépasser 100 %. Du point de vue religieux, 54,7 % des habitants se disaient catholiques romains, 11,6 % réformés, 1,5 % luthériens, 0,2 % gréco-catholiques, 9,5 % sans appartenance religieuse et 22,1 % sans réponse.
Selon les données de 2022, 91,7 % des habitants se déclaraient hongrois, 1,4 % allemands, 0,5 % roms, 0,2 % roumains, 0,1 % serbes et 0,1 % ukrainiens, tandis que 2,8 % relevaient d'autres nationalités et 8 % n'ont pas répondu. Côté religieux, 39,5 % se déclaraient catholiques romains, 11,6 % réformés, 0,9 % luthériens, 0,5 % gréco-catholiques, 0,9 % autres chrétiens, 0,7 % autres catholiques, 12 % sans religion, tandis que 33,8 % n'ont pas répondu.

## Équipements

### Réseaux extra-urbains
Balatonszabadi est situé dans le nord-est du comitat de Somogy, à environ 6 km au sud-est de Siófok et à 10 km à l'ouest d'Enying. Le village fait face à Siójut, auquel il est relié par le pont de la route secondaire 6403.
Le territoire communal est traversé au nord par la route 6401, qui relie Siófok à Enying. Toutefois, le tronçon entre le hameau de Siómaros (appartenant à Balatonszabadi) et la limite communale d'Enying n'est pas revêtu et reste une piste en terre.
La commune est facilement accessible depuis la route nationale 7, en bifurquant vers le sud à hauteur d'Aranypart et en franchissant l'autoroute M7. Elle peut également être rejointe par le sud-ouest, depuis Ságvár, Ádánd et Siójut, via la route 6403.

## Économie

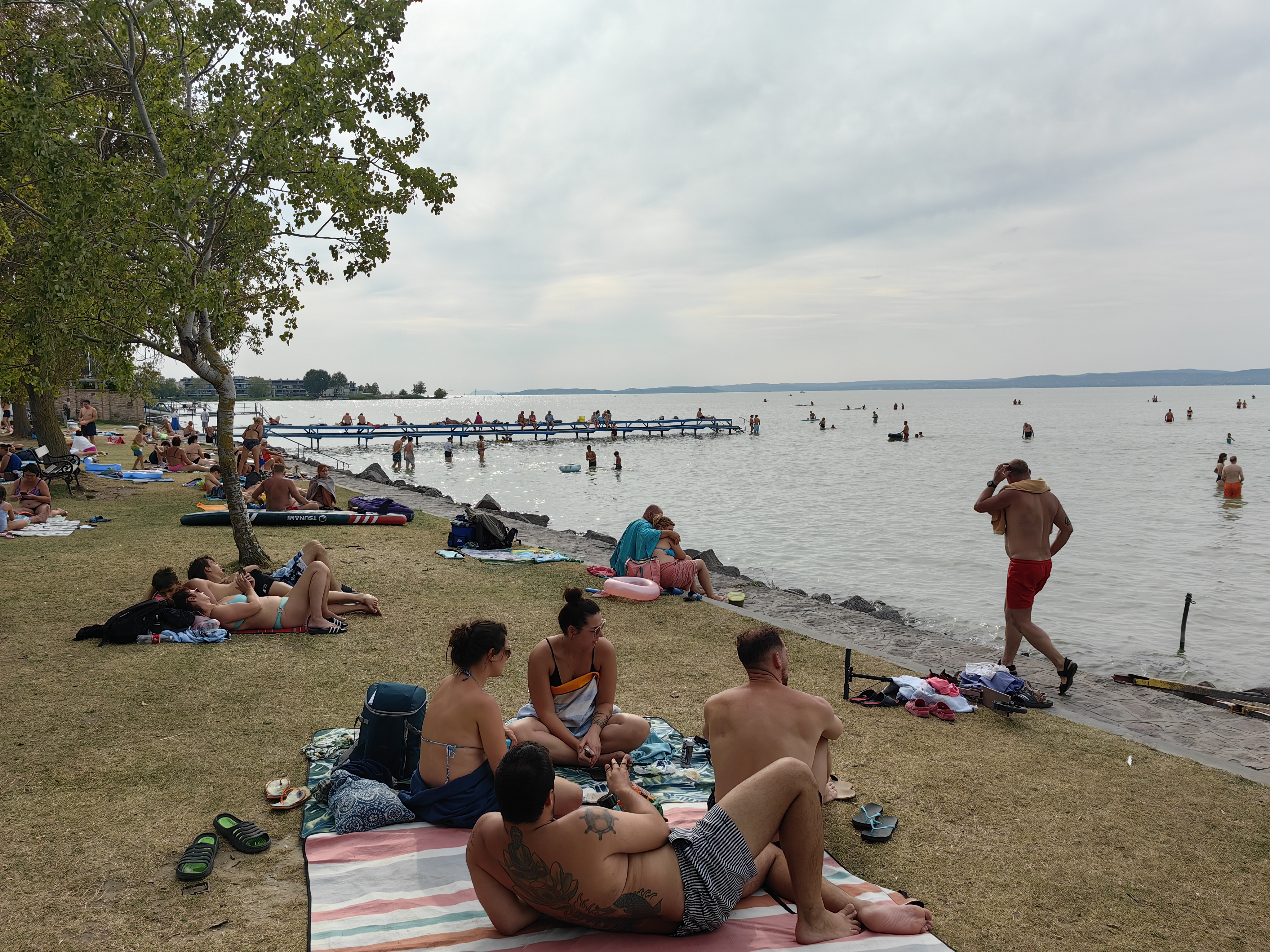
La plage de Szabadisóstó.

L'économie de Balatonszabadi a longtemps reposé sur l'agriculture, en particulier la viticulture et l'élevage. Le village est situé dans la région viticole de Balatonboglár et conserve plusieurs collines viticoles actives (Külső-hegy, Öreg-hegy, Józan-hegy, Pusztatorony), qui témoignent d'une tradition viticole ancienne encore vivace.
Au cours de la période socialiste, la collectivisation a mené à la création de plusieurs coopératives agricoles, regroupées en 1962 sous le nom de November 7 Mgtsz. Cette structure est devenue l'une des plus importantes du département, marquant durablement la physionomie économique locale.
Aujourd'hui, bien que l'agriculture et l'arboriculture conservent un rôle non négligeable, la majorité des actifs travaille dans les secteurs de l'industrie, des services ou du commerce, souvent à Siófok ou dans d'autres communes voisines. Le village compte deux employeurs principaux : la société Siómente Rt., active dans le secteur agroalimentaire, et la municipalité elle-même.
Le tourisme rural joue un rôle croissant, porté par la proximité du Balaton et la tranquillité du cadre naturel. La commune dispose d'une infrastructure complète (écoles, poste, commerces, centre médical) et accueille une activité saisonnière liée à l'hébergement, à la restauration et aux services. Le tissu associatif et les initiatives culturelles locales soutiennent également des formes d'économie sociale.

## Patrimoine local

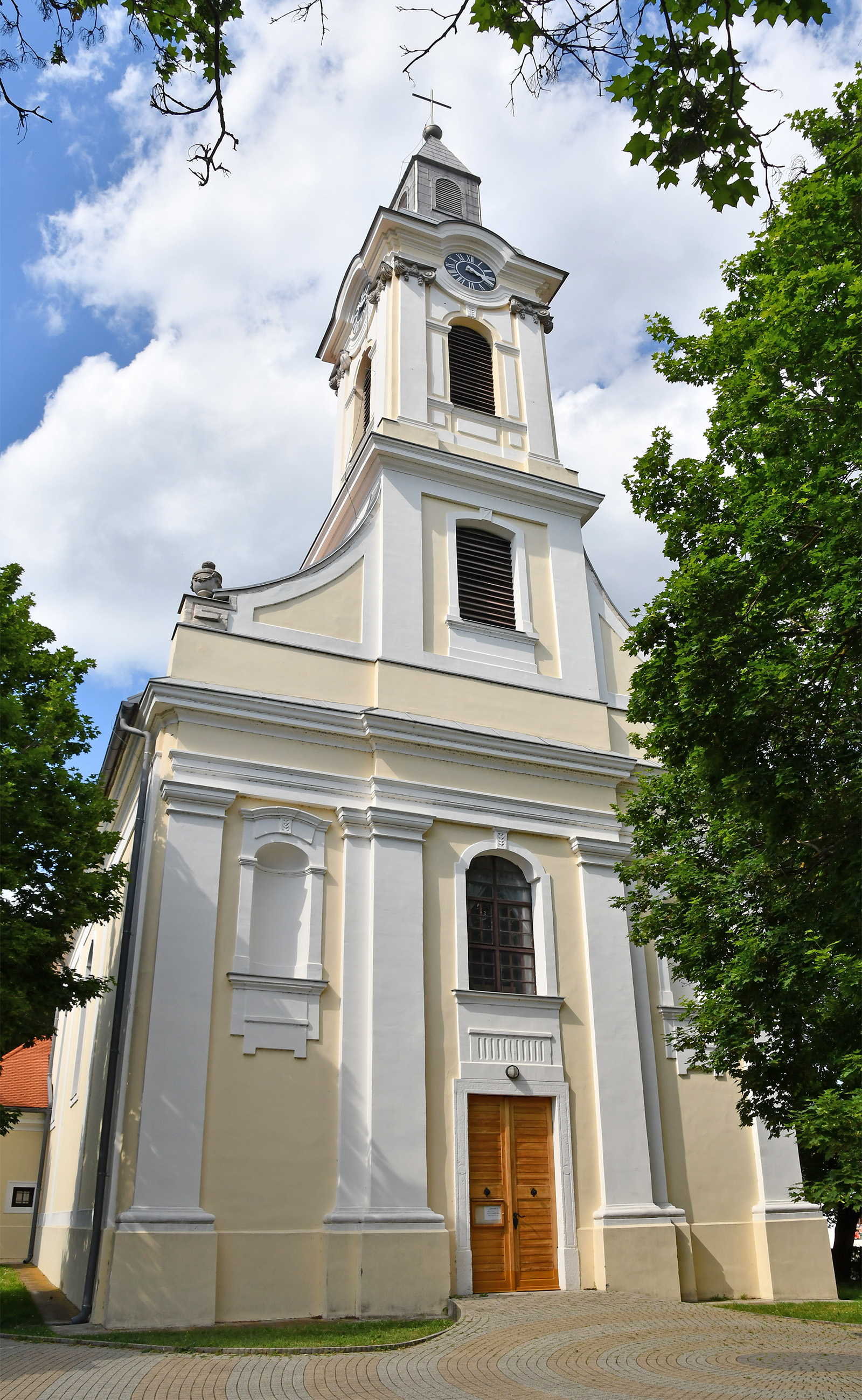
L'église Sainte-Anne.

Balatonszabadi possède un riche patrimoine historique et commémoratif, réparti entre ses différents quartiers, notamment autour du site de Pusztatorony.
Le village est particulièrement connu pour avoir érigé en 1894 le premier monument public au monde dédié à Lajos Kossuth, réalisé grâce à une souscription populaire des habitants. 
Parmi les édifices religieux, le temple catholique Sainte-Anne, construit en 1779 dans un style tardif baroque, constitue un exemple notable d'architecture ecclésiastique rurale du XVIIIe siècle. À proximité, le temple réformé, édifié en 1794, présente des éléments de style copf (transition entre baroque et classicisme), caractéristique de cette période.

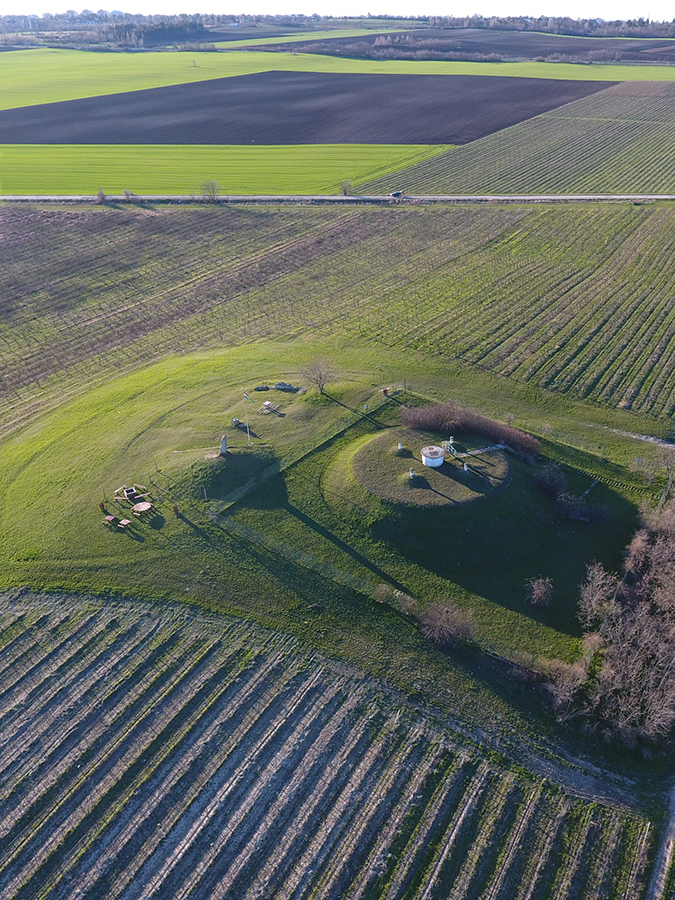
Le site de Pusztatorony.

Le site de Pusztatorony conserve les traces de l'ancien village détruit pendant les guerres ottomanes. Il constitue aujourd'hui un lieu de mémoire archéologique et spirituelle pour la commune.
Parmi les monuments modernes, on trouve un mémorial du millénaire (créé par le sculpteur Imre Veszprémi), ainsi qu'un mémorial de Trianon, œuvre de Gábor Varga, rendant hommage à la mémoire nationale et aux bouleversements du XXe siècle.

## Tissu associatif
Balatonszabadi bénéficie d'un tissu associatif particulièrement dynamique, qui contribue activement à l'animation culturelle, sociale, sportive et civique de la commune. De nombreuses initiatives locales réunissent les habitants autour de la préservation des traditions, de l'expression artistique, du patrimoine local et de la solidarité.
La commune accueille plusieurs ensembles de chant populaire, groupes folkloriques, clubs de théâtre amateur et cercles culturels, qui participent régulièrement aux événements locaux et aux festivals régionaux. Des activités sportives sont également proposées à différents publics, allant du sport amateur à la pratique compétitive, avec une attention particulière portée aux jeunes.
Plusieurs associations œuvrent dans les domaines de l'éducation, de la santé, de la protection de l'environnement ou encore de la mémoire nationale, en organisant des actions de sensibilisation, des ateliers ou des manifestations commémoratives. Le tissu associatif local joue également un rôle important dans la vie scolaire et périscolaire, en soutenant les établissements éducatifs de la commune.
Enfin, la dimension communautaire est renforcée par des collectifs citoyens engagés dans l'aménagement du village et la valorisation des ressources locales, notamment viticoles et paysagères.

## Jumelages
| Ville | Ville     | Pays | Pays   |
| ----- | --------- | ---- | ------ |
|       | Debeljača |      | Serbie |

## Personnalités liées à la localité
Plusieurs personnalités notables sont originaires de Balatonszabadi ou de ses anciennes localités constitutives.
Le pasteur réformé János Szikszay est né à Fokszabadi le 13 octobre 1803. Figure du protestantisme hongrois, il fut exécuté en 1849 à Nagyigmánd pour son engagement pendant la révolution de 1848–1849, et est considéré comme un martyr national.
Le sculpteur Imre Veszprémi, lauréat du prix Munkácsy, est également natif du village. Une de ses œuvres monumentales est visible à Balatonszabadi, sur le site de Pusztatorony.
Enfin, Kálmán Csukás, né le 13 décembre 1901, servit comme lieutenant-colonel d'état-major dans l'armée royale hongroise.